# District de Stettin

Division administrative de la Poméranie (1913):
District de Köslin
District de Stralsund
District de Stettin

Le district de Stettin (en allemand : Regierungsbezirk Stettin) était une subdivision de l'ancienne province de Poméranie (en allemand : Provinz Pommern) du royaume de Prusse (en allemand : Königreich Preußen) puis de l'État libre de Prusse (en allemand : Freistaat Preußen).
En 1932, le district de Stralsund (en allemand : Regierungsbezirk Stralsund) fut supprimé et son territoire incorporé à celui du district de Stettin.

## Territoire
Le territoire du district de Stettin recouvrait :
- En Poméranie occidentale (en allemand : Vorpommern, en polonais : Pomorze Przednie, c'est-à-dire Poméranie antérieure) :
  - La Vieille Poméranie citérieure ou antérieure (en allemand : Altvorpommern ou Alt-Vorpommern) ;
- En Poméranie orientale (en allemand : Hinterpommern, c'est-à-dire Poméranie ultérieure) :
  - L'ancien comté de Naugard (en allemand : Grafschaft Naugard) ;
  - Une partie de la Nouvelle-Marche (en allemand : Neumark), à savoir : la partie septentrionale de l'arrondissement d'Arnswalde, avec la ville de Nörenberg.

Le 1er octobre 1932, à la suite de l'incorporation du territoire de l'ancien district de Stralsund, le district de Stettin s'étendit, en Poméranie occidentale, à la Nouvelle Poméranie citérieure ou antérieure (en allemand : Neuvorpommern ou Neu-Vorpommern)
En 1938, les deux arrondissements de Greifenberg-en-Poméranie et de Regenwalde (de) furent, quant à eux, rattachés au district de Köslin.

## Structure
Villes-arrondissements:
- Stettin (à partir de 1857)
- Stargard-en-Poméranie (à partir de 1897)
- Greifswald (à partir de 1932)
- Stralsund (à partir de 1932)

Arrondissements:
- Arrondissement d'Anklam
- Arrondissement de Cammin-en-Poméranie (de)
- Arrondissement de Demmin
- Arrondissement de Franzburg-Barth (à partir de 1932)
- Arrondissement de Greifenberg-en-Poméranie (jusqu'en 1938)
- Arrondissement de Greifenhagen
- Arrondissement de Greifswald (de) (à partir de 1932)
- Arrondissement de Grimmen (à partir de 1932)
- Arrondissement de Naugard (de)
- Arrondissement de Pyritz
- Arrondissement de Randow (de) (jusqu'en 1939)
- Arrondissement de Regenwalde (de) (jusqu'en 1938)
- Arrondissement de Rügen (à partir de 1932)
- Arrondissement de Saatzig
- Arrondissement d'Ueckermünde
- Arrondissement d'Usedom-Wollin

### Présidents du district
- 1818–1821: vacant
- 1821–1828: Karl Ludwig Böhlendorff (de)
- 1828–1831: Johann August Sack
- 1831–1835: Maurice Haubold de Schönberg
- 1835–1852: Wilhelm von Bonin
- 1852–1866: Ernst Senfft von Pilsach
- 1867–1882: Ferdinand von Münchhausen (de)
- 1882–1887: Richard Wegner (de)
- 1887–1899: Hugo von Sommerfeld (de)
- 1899–1911: Heinrich Otto Guenther (de)
- 1911–1922: Kurt von Schmeling (de)
- 1922–1927: Leopold Höhnen (de)
- 1927–1930: Carl von Halfern
- 1930–1931: Hans Simons (de)
- 1931–1932: Karl Simons (de)
- 1932–1934: Konrad Göppert (de)
- 1934–1935: Rudolf zur Bonsen (de)
- 1935–1939: Gottfried von Bismarck-Schönhausen
- 1939–1944: Karl Ferdinand von der Planitz
- 1944–1945: Hugo Lotz (de)